# غيوم دو ماشو
بالإنجليزية Guillaume de Machaut
(1300 - أبريل 1377)

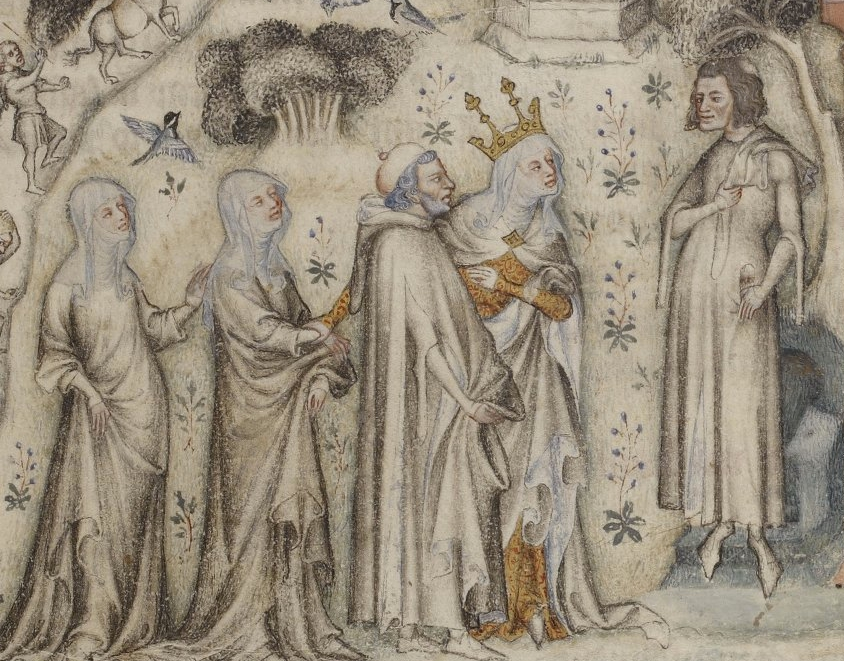
ماشو (إلى اليمين) يستقبل الطبيعة وثلاثة من أبنائها. من المخطوطة الباريسية المضاءة لعام 1350

كان شاعر ومؤلف موسيقي فرنسي ينتمي للعصور الوسطى. وهو واحد من أوائل المؤلفين الذين لدينا عنهم معلومات عن حياتهم. من أشهر أعماله قداس نوتردام.
ماشو يعد أهم شاعر ومؤلف موسيقي من القرن الرابع عشر له تاريخ دائم من التأثير. أعماله الفريدة تحوي بفضل جهود المؤلف في مسودات تشمل فقط أعماله تقف نيابة عن نفسها في وجوه كثيرة على اساس حجمها وصياغتها الشعرية وفي التاليف الموسيقي والجودة لكن أيضا في عدد الأنواع التي لعب فيها تطور ماشو دورا حاسما. في مجموع وترتيب أعماله وكذلك في شهادة النصوص نفسها توجد معلومات كثيرة عن إدراك ماشو لذاته وإنتاج أعماله ومسوداته. هذا يتراوح من التعليقات العامة عن الشعر والجوانب الجمالية إلى تفاصيل عن تاليف مقطوعات خاصة واسئلة عن التثبيت والنقل في الكتابة وتحقيقهم في الصوت. التفاصيل الخاصة بالسيرة تسمح لوضع الأغاني في سياق اجتماعي.
معظم المسودات تضم أعماله مأخوذة عن الشعر الذي لم يلحن. هذه تضم 15 رواية طويلة كل منها يصل ل9000 سطر، ومجموعة من الشعر الغنائي. معظم الروايات تتعلق بنبلاء كان ماشو على اتصال وثيق بهم. ويجلبهم معا في تمثيل رمزري على تقليد «رواية الوردة» وامثلة اضافية تتعلق باحداث تاريخية وافراد في سياق توجيهي كرر فيه المؤلف تخصيص أعمال معينة.
في تاريخ الموسيقى البوليفونية، ماشو أول مؤلف موسيقي هام فنيا للموسيقى البوليفونية يعرف بالاسم. إنتاجه له موقع هام في الانتقال بين الافاكر الجديدة التي سيطرة على العقد نحو 1300 وموسيقى اواخر العصور الوسطى؛ كشاعر وموسيقي جمع تقاليد المنوفونية والتقنيات الجديدة للفن الجديد. كتب 23 موتيت غطت على إنجازات فيليب دو فتري وقداسه هو أول لحن للقداس العادي. من المهم عند تقييم مركز ماشو التاريخي انه لأول مرة لحن نصوص فرنسية في أعمال فريدة مميزة ويتضح فيها الفرق البنائي بين الثلاثة أشكال الثابتة: البالاد البوليفوني الجديد الذي كتب منه ماشو 41 عمل و22 روندو بوليفوني والفيرلاي والأعمال المنوفونية التي تتصل بالرقص-الأغنية. كيفية استخدام دو فتري لهذه الصيغ غير واضح بسبب قلة أعماله. لكن لابد ان ماشو لعب دور حاسم في تكشيل هذه الانواع في اواخر العصور الوسطى.

## عمل من بين الزهور
كان ماشو أول من كتب الألحان البوليفونية للشعر في قوالب ثابتة؛ أشكال الأغنية التي ستسود الموسيقى لمدة 150 سنة أو أكثر كانت تأسست في أعماله. هذا البالاد المكون من أربعة أجزاء كان واحدًا من أبرع أعماله. اللحن يكون أحيانا كروماتي، والتأثير يبدو أن ماشو تمتع به. في الشعر يقارن السيدة التي أعجبته بالأزهار الجميلة.

## الحظ والسيدة
هذه الأغنية واحدة من الفواصل الغنائية في عمل ماشو "Le voir dit"التي تصف العلاقة بين الشاعر المسن ومحبوبته بيرون دارمنيير. هنا يقر بدينه للأمل. ال12 قصيدة منوفونية (أحادية الصوت)، لكنها أمثلة متقدمة عن هذا القالب. يعبث ماشو بالسمات مثل الإيقاع واللحن ليعرض مستوى للصنعة الموسيقية الجديرة بالشعر المحكم لهذه المقطوعة.

## قداس نوتردام
كتب ماشو قداسًا واحدًا تتناول أجزاؤه أسلوب البوليفونية. قد يكون القداس مصمم للغناء في يوم السبت على شرف السيدة مريم العذراء في كاتدرائية ريمز - قد يكون عرض بشكل منظم بعد كتابته، حيث توجد بعض التعديلات في نسخ لاحقة. قداس ماشو هام في تاريخ الموسيقى لأن حركاته تميز أسلوب المؤلف. فكرة كتابة حركات بوليفونية تتصل موسيقيا ببعضها البعض لم تنتشر إلا بعد نصف قرن في أعمال دوفاي وآخرين.
أول وآخر 3 حركات ملحنة بأسلوب يتصل بالموتيت متعدد الإيقاع، الذي يتعلق بتكرار الإنشاد البسيط في نغمات طويلة بطيئة لصوت التينور، في نمط إيقاعي صارم. الحركات الوسطى تستخدم الأربعة أصوات معا تظهر العديد من مظاهر «الفن الجديد» وهو أسلوب ميز عصر ماشو. استخدم صوتين يتبادلان النغمات للحن واحد مما يضفي أثر غير مترابط. الهارموني مميز بسبب استخدام التنافر بشكل متكرر حين تتضارب النغمات لتصل بالموسيقى إلى نهاية الجملة الموسيقية.

## روابط خارجية
- غيوم دو ماشو على موقع IMDb (الإنجليزية)
- غيوم دو ماشو على موقع الموسوعة البريطانية (الإنجليزية)
- غيوم دو ماشو على موقع ميوزك برينز (الإنجليزية)
- غيوم دو ماشو على موقع أول ميوزيك (الإنجليزية)
- غيوم دو ماشو على موقع ديسكوغز (الإنجليزية)